# Ben Perry
Benjamin Perry (St. Catharines, 7 de abril de 1994) es un ciclista canadiense miembro del equipo Wuzhishan SCOM MVMT Cycling Team.

## Palmarés
2015
- 1 etapa del Tour de Beauce

2016
- 1 etapa del Grand Prix Cycliste de Saguenay
- 2.º en el Campeonato de Canadá en Ruta

2017
- 1 etapa del Baltic Chain Tour

2018
- 2.º en el Campeonato de Canadá en Ruta

2019
- 1 etapa del Tour de Corea

2022
- 3.º en el Campeonato de Canadá en Ruta